# TransNamib
TransNamib je upravljavec železniškega omrežja Namibije, holding, ki zagotavlja tovorni promet po železnici in cesti, pa tudi potniški promet. Njegova uprava je v Windhoeku.

## Zgodovina
Zgodovina železniškega prometa v Namibiji se je začela z majhno rudarsko progo v Cape Crossu leta 1895, progo je zgradila družba Damaraland Guano za trgovske namene. 
Prvi večji železniški projekt se je začel leta 1897, ko je nemški kolonialni organ zgradil 600 mm široko progo, dolgo 383 km, ki je povezala Swakopmund z Windhoekom. Odprta je bila 19. junija 1902.
Vzporedno s to vladno pobudo je bil med letoma 1903 in 1906 odprt rudnik Otavi in zgrajena železnica (O.M.E.G.) Otavi od Swakopmunda na Tsumeba prek Otavija ter leta 1907/08 odcep od Otavija do Grootfonteina, tirna širina je bila 600 mm.
Nemške kolonialne železnice so prevzele vse železnice v Južni Afriki po prvi svetovni vojni in jih povezale v mrežo. Po osamosvojitvi Namibije je nadzor nad nacionalnim železniškim omrežjem prevzela TransNamib in je bilo že predelano na tirno širino 1067 mm.

## Razvoj
Gradnjo železnic povezujejo s Staatsbahnom in je bila namenjena delno za vojaško strateške cilje po vstaji Hererov in Namov ter delno za gospodarstvo.
Do konca prve svetovne vojne so bile zgrajene proge:
- 1902: Swakopmund–Windhoek, tirna širina 600 mm, odsek Karibib–Windhoek leta 1911 prenovljen v tirno širino 1067 mm,
- 1906: rudnik Otavi in Otavibahn, tirna širina 600 mm,
  - 1905: odcep Onguati–Karibib,
  - 1908: odcep Otavi–Grootfontein,

- 1907: Lüderitz–Seeheim, tirna širina 1067 mm,
  - 1909: odcep Seeheim–Kalkfontein,

- okrog 1911: Kolmannskuppe–Elizabeth Bay–Bogenfels, industrijska proga do diamantnih polj,
- 1912: Windhoek–Keetmanshoop, tirna širina 1067 mm,
  - 1912: Rehoboth, tirna širina 600 mm (??),[1]
- 1914: Otjiwarongo–Outjo–Okahakana, tirna širina 600 mm (projekt začet, a ne končan).

Pod britansko/južnoafriško zasedbo so bile zgrajene te proge:
- 1914: Walvis Bay–Swakopmund, tirna širina 1067 mm,
- 1915: Swakopmund–Karibib: prenova v tirno širino 1067 mm,
- 1915/1916: (De Aar)–Nakop (meja)–Kalkfontein, tirna širina 1067 mm,
- 1921: Otjiwaronge–Outjo, tirna širina 600 mm (dokončanje projekta),
- 1929: Windhoek–Gobabis, tirna širina 1067 mm.
- Od 1958: Otavibahn severno od Usakosa postopno razširjena na tirno širino 1067 mm, pri čemer je nova proga potekala vzporedno z obstoječo progo na novih temeljih; nova proga je bila v uporabi od leta 1961.

Od avgusta 1915 so namibijsko železniško omrežje upravljale južnoafriške železnice, dogovor je postal uraden leta 1922.
Od leta 1959 so parne lokomotive postopoma nadomestili z dizelskimi, za katere je bila remiza zgrajena v Windhoeku. Delo je bilo veliko lažje, saj je bila oskrba z vodo v Namibiji negotova, premog za ogrevanje vode v parnih lokomotivah pa so naročali iz Transvaala.

## Obratovanje
TransNamib upravlja 2883 km železniških prog od leta 1995. Od takrat se je omrežje še dodatno razširilo na severno območje. Obratuje na tirni širini 1067 mm. Čeprav je poudarek predvsem na tovornem prometu, je potniški promet pomemben sestavni del in deluje pod logotipom Starline. "Desert Express" je turistični vlak za povezavo Windhoeka s Swakopmundom.
Železniški muzej TransNamiba je v Windhoeku. 
Na začetku leta 2011 je bila glavna proga Karasburg–Ariamsvlei poškodovana zaradi nenadne poplave, pa tudi del proge Seeheim–Lüderitz; promet je bil prekinjen. 

## Glavne proge in postaje
- Windhoek–Tsumeb/Walvis Bay
  - postaja Windhoek
  - Okahandja
  - Karibib
    - Swakopmund
    - Walvis Bay

  - Omaruru
  - Otjiwarongo
  - Tsumeb

- Severni del:[4]
  - Tsumeb
  - Ondangwa (odprt 2006)
  - Oshikango (v gradnji, s povezavo do Angole)

- Winhoek–Gobabis
  - Windhoek
  - postaja Neudamm
  - Omitara
  - Gobabis

- Windhoek–Upington
  - Windhoek
  - Rehoboth
  - Mariental
    - Maltahöhe

  - Gibeon
  - Asab
  - Tses
  - Keetmanshoop
  - Seeheim
    - Lüderitz

  - Karasburg
  - Upington, Republika Južna Afrika